# Veysonnaz
Veysonnaz (toponimo francese) è un comune svizzero di 611 abitanti del Canton Vallese, nel distretto di Sion.

## Monumenti e luoghi d'interesse
- Chiesa parrocchiale cattolica, eretta nel 1912[1].

## Società

### Evoluzione demografica
L'evoluzione demografica è riportata nella seguente tabella:
Abitanti censiti

## Economia
Veysonnaz è una stazione sciistica sviluppatasi a partire dagli anni 1960.

## Amministrazione
Ogni famiglia originaria del luogo fa parte del cosiddetto comune patriziale e ha la responsabilità della manutenzione di ogni bene ricadente all'interno dei confini del comune.

## Sport
Veysonnaz ha ospitato numerose tappe della Coppa del Mondo e della Coppa Europa di sci alpino e della Coppa del Mondo di snowboard e varie edizioni dei Campionati svizzeri di sci alpino.